# 南京路上好八连事迹展览馆
南京路上好八连事迹展览馆地处上海市宝山区沪太路3100号，用以展示南京路上好八连的事迹。展览馆为上海市青少年教育基地、上海市爱国主义教育基地、全国爱国主义教育示范基地。

## 场馆介绍
展览馆前身为建于1963年的南京路上好八连连史室，1993年4月进行了扩建装修后改名为事迹展览馆，并于2003年重新进行了布置。展览馆占地面积1200余平方米，其中展厅面积900平方米，共有三个部分，分别为“亲切关怀，精心培育”、“战斗历程，奋发前进”、“与时俱进，面向未来”，主要展示领导对连队的关怀以及领导人的题词，还有连队的历史和事迹经验等。另外还有放映厅，面积50平方米，为参观者播放《好八连，天下传》、《与时代同行》等纪录片。

## 参观信息
- 开放时间：需要预约。
- 公共交通：轨道交通7号线上大路站，公交844、963。